# 条纹叉鼻鲀
条纹叉鼻鲀（学名：Arothron mappa）为輻鰭魚綱魨形目四齒魨亞目四齒鲀科叉鼻鲀属的鱼类。分布于印度洋非洲东岸、东至太平洋的社会群岛、北至中国、南至澳大利亚以及东海南部等，属于热带海水鱼，棲息深度4-30公尺，分布於印度太平洋區，從東非、南非至薩摩亞群島，北起日本琉球群島，南迄澳洲昆士蘭省、新喀里多尼亞海域，體長可達65公分，棲息在水質清澈的潟湖、礁石區，以藻類、海綿及無脊椎動物等為食，有劇毒。该物种的模式产地在新几内亚。